# 1964 en sport

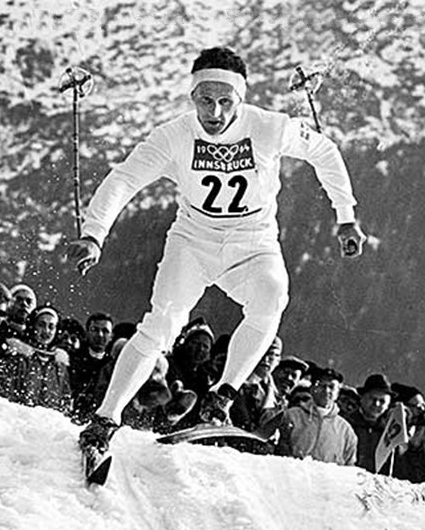
Sixten Jernberg au Jeux Olympiques de 1964 à Innsbruck

Cet article présente les faits marquants de l'année 1964 en sport.

## Automobile
- Le 17 juillet, le Britannique Donald Campbell bat le record de vitesse terrestre à plus de 648,7 km/h au volant de son Bluebird CN7 au Lac Eyre, et
- le 31 décembre, il efface son propre record du monde sur l'eau au Lac Dumbleyung, en Australie-Occidentale, avec une vitesse de 444,7 km/h.
- 23 août : sur le circuit de Zeltweg, en Autriche, Lorenzo Bandini remporte, au volant de la Ferrari 156, le Grand Prix d'Autriche de Formule 1, septième épreuve de la saison, obtenant la seule victoire de sa carrière, en devançant l'Américain Richie Ginther (BRM, 2e) et le Britannique Bob Anderson (Brabham-Climax, 3e).
- 25 octobre : en terminant second du Grand Prix du Mexique, dixième et ultime épreuve de la saison, remportée par l'Américain Dan Gurney, l'ancien champion du monde de vitesse moto John Surtees devient champion du monde de Formule 1 au volant d'une Ferrari.

## Baseball
- Les Saint Louis Cardinals remportent les World Series face aux New York Yankees.

## Basket-ball
- Les Boston Celtics sont champion NBA en battant en finales les San Francisco Warriors 4 manches à 1.
- ASVEL Lyon-Villeurbanne est champion de France.

## Football
- L'Espagne remporte le Championnat d'Europe de football.
  - Article de fond : Championnat d'Europe de football 1964
- 22 août : début de l'émission britannique « Match of the day » qui propose un résumé du match vedette de la journée de championnat. Le premier match, Liverpool - Arsenal, ne bénéficie que d'une audience médiocre (75 000) en raison de la diffusion sur BBC2, alors peu accessible.

## Football américain
- 5 janvier : San Diego Chargers champion de l'AFL. Article détaillé : Saison AFL 1963.
- 26 décembre : Buffalo Bills champion de l'AFL. Article détaillé : Saison AFL 1964.
- 27 décembre : Cleveland Browns champion de la NFL. Article détaillé : Saison NFL 1964.

## Hockey sur glace
- Les Toronto Maples Leafs remportent la Coupe Stanley.
- Coupe Magnus : Chamonix champion de France.
- L’Union soviétique remporte le championnat du monde.
- HC Villars champion de Suisse.

## Jeux olympiques
- Jeux olympiques d'été à Tokyo (Japon) dont les compétitions se tiennent entre le 10 octobre et le 24 octobre.
  - Article de fond: Jeux olympiques d'été de 1964.
- Jeux olympiques d'hiver à Innsbruck (Autriche) dont les compétitions se tiennent entre le 29 janvier et le 9 février.
  - Article de fond: Jeux olympiques d'hiver de 1964.

## Rugby à XIII
- 7 mai : à Perpignan, Villeneuve-sur-Lot remporte la Coupe de France face au Toulouse olympique XIII 10-2.
- 10 mai : à Toulouse, Villeneuve-sur-Lot remporte le Championnat de France face au Toulouse olympique XIII 4-3.

## Rugby à XV
- Le Pays de Galles et l'Écosse remportent le Tournoi.
- La Section paloise est champion de France.

## Voile
- 19 juin : Éric Tabarly remporte la seconde édition de la transat anglaise en solitaire (OSTAR), après avoir parcouru la distance entre Plymouth et Newport en 26 jours, 6 heures et 2 minutes, améliorant par la même occasion le record de la traversée de l'Atlantique.

## Naissances
- 6 janvier : Rafael Vidal, nageur vénézuélien. († 12 février 2005).
- 12 janvier :
  - Valdo, footballeur brésilien.
  - Johan Capiot, cycliste belge.
- 18 janvier : Virgil Hill, boxeur américain.
- 24 janvier : Carole Merle, skieuse alpine française.
- 29 janvier : Holger Behrendt, gymnaste est-allemand, champion olympique aux anneaux aux Jeux de Séoul en 1988.
- 2 février : Galina Borzenkova, handballeuse russe.
- 22 février : Magnus Wislander, handballeur suédois, champion du monde en 1990 et 1999.
- 6 mars : Sandro Rosell, président du FC Barcelone.
- 7 mars : Vladimir Smirnov, skieur de fond kazakh.
- 12 avril : Johan Capiot, coureur cycliste belge, ayant remporté 71 victoires entre 1986 et 2000.
- 21 avril : Sylvie Fréchette, alpiniste canadienne.
- 28 avril : Roland Jourdain, skipper (voile) français.
- 30 avril : Ian Healy, joueur de cricket australien.
- 7 mai : Dominique Brun, judokate française.
- 24 mai : Patrice Martin, skieur nautique français.
- 11 juin : Jean Alesi, pilote automobile français.
- 16 juin : Michael Gross, nageur allemand.
- 21 juin : Patrice Bailly-Salins, biathlète français.
- 26 juin : Tommi Mäkinen, pilote automobile (rallye) finlandais.
- 27 juin : Johnny Herbert, pilote automobile britannique de Formule 1.
- 1er juillet : Bernard Laporte, joueur, entraîneur dirigeant français de rugby à XV, homme d'affaires et homme politique français.
- 2 juillet :
  - Éric Srecki, escrimeur français.
  - José Canseco, joueur cubain de la Ligue majeure de baseball, qui évolua dans sept équipes différentes de 1985 à 2001.
- 16 juillet : Miguel Indurain, coureur cycliste espagnol, champion olympique (1996) et champion du monde (1995) du contre-la-montre, cinq fois vainqueur du Tour de France.
- 1er août : Natalya Shikolenko, athlète soviétique, à Andijan (URSS).
- 8 août : Harry Butch Reynolds, athlète américain.
- 10 août : Andy Caldecott, pilote moto australien. († 9 janvier 2006).
- 16 août : Jimmy Arias, joueur de tennis américain.
- 22 août : Mats Wilander, joueur de tennis suédois.
- 23 août : Johan Bruyneel, coureur cycliste belge.
- 28 août : Lee Janzen, golfeur américain.
- 7 septembre : Andy Hug, kickboxeur suisse. († 24 août 2000).
- 10 septembre : Christine Cicot, judokate française, championne du monde (plus de 72 kg) aux Championnats du monde de Paris en 1997.
- 17 septembre : Franck Piccard, skieur alpin français.
- 10 octobre : Maxi Gnauck, gymnaste allemande (RDA), 5 fois championne d'Europe, 4 fois championne du monde et championne olympique aux barres asymétriques en 1984.
- 22 octobre : Dražen Petrović, basketteur croate († 7 juin 1993).
- 31 octobre : Marco van Basten, footballeur néerlandais, champion d'Europe en 1988.
- 13 novembre :
  - Ronald Agenor, joueur de tennis haïtien.
  - Timo Rautiainen, copilote de rallye, notamment de Marcus Grönholm, deux fois champion du monde en 2000 et 2002.
- 26 novembre : Vreni Schneider, skieuse alpin suisse.
- 13 décembre : Raymundo Ricardo, footballeur brésilien.
- 7 décembre : Peter Laviolette, entraîneur de hockey sur glace, champion de la Coupe Stanley en 2006 avec les Hurricanes de la Caroline (LNH)
- 8 décembre : Eric Aubijoux, pilote moto français († 20 janvier 2007).
- 16 décembre :
  - Heike Drechsler, athlète allemande, championne olympique du saut en longueur aux Jeux de Barcelone en 1992, championne du monde de la même spécialité en 1983 et 1993.
  - John Kirwan, joueur néo-zélandais de rugby à XV (trois quart aile), vainqueur de la Coupe du monde de rugby 1987, 63 sélections avec les All Blacks entre 1984 et 1994.
- 19 décembre : Arvydas Sabonis, basketteur lituanien.

## Décès
- 21 mai : Paul Mauriat, 76 ans, joueur français de rugby à XV. (° 27 mai 1887).
- 17 juin : René Crabos, 65 ans, rugbyman français. (° 7 février 1899).
- 7 décembre : Roger Triviaux, 62 ans, joueur français de rugby à XV. (° 10 août 1902).
- 13 décembre : Pedro Petrone, 59 ans, footballeur uruguayen, champion du monde en 1930, champion olympique en 1924 et 1928. (° 11 mai 1905).